# 수족관 (건축물)

미국에서 가장 큰 조지아 수족관의 고래 상어

수족관(水族館) 또는 아쿠아리움(Aquarium, Public aquarium)은 물 속이나 물가에서 생활하는 동물을 크게 수집·사육·진열·전시하는 기관이다.
어패류와 무척추동물, 양서류, 해양 포유동물, 파충류 등의 동물과 수초(水草)등이 유리와 플라스틱 등 투명한 수조에 넣어 공개한다. 대부분은 집에서 유지하는 관상어 수조와 동일한 크기 아니면 그보다 더 큰 수조를 사용한다. 대양을 회유하는 다랑어나 가다랭이, 고래상어 등은 보통 사육되지 않는다.

## 역사
세계 최초의 수족관은 1853년 5월 문을 연 런던 동물원의 "피시 하우스"이다. 1856년에는 P. T. 바넘이 미국 뉴욕 브로드웨이에 있던 바넘 미국 박물관에 수족관을 만들었다. 1859년에는 보스턴에 보스턴 수족관이 문을 열었다.

## 세계의 수족관

### 대한민국의 수족관
대한민국에는 1977년 부산광역시 용두산공원에 최초의 해양수족관이 문을 열었다. 잘 알려진 수족관으로는, 대한민국엔 서울특별시 강남구 삼성동에 위치한 코엑스 아쿠아리움과 한국 최장 해저터널이 존재하는 부산광역시의 부산 아쿠아리움이 존재한다. 수도권 지역에서는 고양시 일산서구에 위치한 한화 아쿠아플라넷이 수도권에서 가장 큰 수족관이다.

## 같이 보기
- 관상어
- 물고기
- 테라리움
- 곤충관
- 동물원